# دکتر یوسیفووو
دکتر یوسیفووو (به لاتین: Doktor Yosifovo) یک منطقهٔ مسکونی در بلغارستان است که در شهرستان مونتانا واقع شده‌است.